# 对外西班牙语水平证书
对外西班牙语水平证书（西班牙語：Diplomas de Español como Lengua Extranjera，简称DELE）是西班牙塞万提斯学院以西班牙教育部的名义颁发的官方证书，能够有效证明证书拥有者的西班牙语（歐陸西班牙語）水平和西班牙语运用能力。水平考试设为六个级别，考试通过后可以获得证书，证书终生有效。
北京西班牙文化中心-塞万提斯学院是唯一一所被中华人民共和国政府认证的西班牙语水平证书考试官方机构。

## 历史
1988年7月20日，西班牙教育和科学部发布皇家法令826/1988，设立对外西班牙语水平证书及相应的考试（基础级和高级）。证书的发放者是西班牙教育和科学部。
2002年11月发布的第1137/2002号皇家法令修正和补充了1988年法令的内容。考试级别变更为低、中、高三级。1991年设立的塞万提斯学院将负责对外西班牙语水平考试及证书的签发。塞万提斯学院的董事会由西班牙外交部和教育、文化和体育部的代表组成。这些部委会继续对证书及考试提供指导和监管。
2008年3月第264/2008号法令参照欧洲共同语言参考标准，将考试重新设置为六个级别，并进行了详细说明。法令还规定了新旧证书的等价转换：原证书的中级将相当于现行的B2级；原证书的高级相当于现行的C2级。

## 水平考试
根据现行第264/2008号法令和歐洲共同語言參考標準，对外西班牙语水平考试级别（nivel）如下：
| 级别   | 能力描述                                                                                               | 考试内容 | 备注                                                  |
| ------ | --- | --- | ----------------------------------------------------- |
| A1级别 | 能够应对简单的交流、即时性需要和日常性话题                                                             | - 阅读理解（45分钟） - 听力理解（20分钟） - 书面表达（25分钟） - 口语表达（15分钟+15分钟准备）                                                         | 青少年DELE A1考试面向11至17岁的学生，考试内容略有不同 |
| A2级别 | 能够理解日常表达和其所涉及领域相关的习惯用法，尤其是一些如家庭、购物、旅游和职业等与自身相关的基本信息 | - 阅读理解（60分钟） - 听力理解（35分钟） - 书面表达（50分钟） - 口语表达（15分钟+15分钟准备）                                                         | 青少年DELE A2考试面向11至17岁的考生，考试内容略有不同 |
| B1级别 | 能够理解日常生活的基本场景并做出恰当的反应，能够用基础的方式表达愿望和需求                             | - 阅读理解（70分钟） - 听力理解（40分钟） - 书面表达（60分钟） - 口语表达（15分钟+15分钟准备）                                                         | 青少年DELE B1考试面向11至17岁的考生，考试内容略有不同 |
| B2级别 | 能够应对日常生活中的场景，能够应付没有语言用法特殊要求的一般交流环境                                   | - 阅读理解（70分钟） - 听力理解（40分钟） - 书面表达（80分钟） - 口语表达（20分钟+20分钟准备）                                                         | -                                                     |
| C1级别 | 能够无阻碍的清晰表达想法，拥有广泛的书面及口语词汇量并且能熟练运用                                     | - 阅读理解和语言应用（90分钟） - 听力理解和语言应用（50分钟） - 综合技巧：听力理解和书面表达（80分钟） - 口语表达（20分钟+20分钟准备）                 | -                                                     |
| C2级别 | 能够应对较高语言要求的场景，并且熟知语言背后蕴藏的文化                                                 | - Ⅰ：语言应用、阅读和听力理解（105分钟） - Ⅱ：综合技巧：听力理解、阅读理解和书面表达（150分钟） - Ⅲ：综合技巧：阅读理解和口语表达（20分钟+30分钟准备） | -                                                     |

## 考试中心
每年的考试地点会有些许变动。目前的考试中心有北京塞万提斯学院、西班牙驻上海总领事馆、上海米盖尔·德·塞万提斯图书馆、香港城市大学和澳门科技大学。

## 考试准备
考生可以提前在官网上了解考试结构及评分标准，做好充足准备，也可以在北京塞万提斯学院参加与级别相对应的考试强化课程来应对考试。

## 费用
每个国家每年的DELE考试报名费都不尽相同。
2019年中国DELE考试费用 (元)
- DELE A1: 660元
- DELE A2: 770元
- DELE B1: 860元
- DELE B2: 1,100元
- DELE C1: 1,190元
- DELE C2: 1,320元
- 青少年 A1: 660元
- 青少年 A2/B1: 860元

## 相关考试
“西班牙语国际评估测试”（Servicio Internacional de Evaluación de la Lengua Española）是针对不同年龄层段的应试人群开设的新型考试，适用于所有西班牙语使用者（包括西班牙语母语使用者及外语使用者）。